# Alegeri legislative în Țările de Jos, 1959
Alegerile generale ale Camerei Reprezentanților a Parlamentului Neerlandez au avut loc în Țările de Jos la 12 martie 1959.

## Rezumat național
| Partid                                          | %    | Locuri |
| ----------------------------------------------- | ---- | ------ |
| Partidul Catolic popular                        | 31.6 | 49     |
| Partidul Muncii                                 | 30.4 | 48     |
| Partidul Popular pentru Libertate și Democrație | 12.2 | 19     |
| Partidul Anti-Revoluționar                      | 9.4  | 14     |
| Uniunea Istorica a Crestinilor                  | 8.1  | 12     |
| Partidul Comunist Olandez                       | 2.4  | 3      |
| Partidul Politic Reformat                       | 2.2  | 3      |
| Partidul Pacifist-Socialist                     | 1.8  | 2      |
| Total                                           | -    | 150    |

## Partid
- Partidul Anti-Revoluționar (Anti Revolutionary Party)
- Partidul Catolic popular (Catholic People's Party)
- Uniunea Istorica a Crestinilor (Christian Historical Union)
- Partidul Comunist Olandez (Communist Party of the Netherlands)
- Partidul Muncii (Labour Party)
- Partidul Pacifist-Socialist (Pacifist Socialist Party)
- Partidul Popular pentru Libertate și Democrație (People's Party for Freedom and Democracy)
- Partidul Politic Reformat (Political Reformed Party)